# Gottfried Fischer (Diplomat)
Gottfried Fischer (* 30. März 1927 in Stolzenberg, Pommern; † 1999) war ein deutscher Diplomat und Botschafter der Bundesrepublik Deutschland.

## Leben
Fischer absolvierte ein Studium der Kunstgeschichte sowie Germanistik und wurde 1956 an der Universität Bonn zum Dr. phil. promoviert. Nach Beendigung des Vorbereitungsdienstes für den höheren Auswärtigen Dienst an verschiedenen Auslandsvertretungen sowie in der Zentrale des Auswärtigen Amtes in Bonn tätig.
Fischer war von 1973 bis 1977 Deutscher Botschafter in der Republik Kongo mit Sitz in Brazzaville. 1981 wurde er Botschafter in Ghana und verblieb auf diesem Posten bis 1987. Anschließend wurde er 1987 Botschafter in Madagaskar und war in dieser Funktion zugleich auch als Botschafter auf den Komoren und in Mauritius akkreditiert. 1991 trat er in den Ruhestand und wurde als Botschafter in Madagaskar durch Günter Held abgelöst.

## Schriften
- Der heilige Gregor der Grosse, Papst, 590-604, Wien 1954
- Erzählformen in den Werken Gerhart Hauptmanns : Unter besonderer Berücksichtigung der Zeit- u. Raumgestaltung, Bouvier Bonn 1957
- Der heilige Athanasius der Grosse, Patriarch von Alexandrien 295-373, 1957